# Fitorremediación

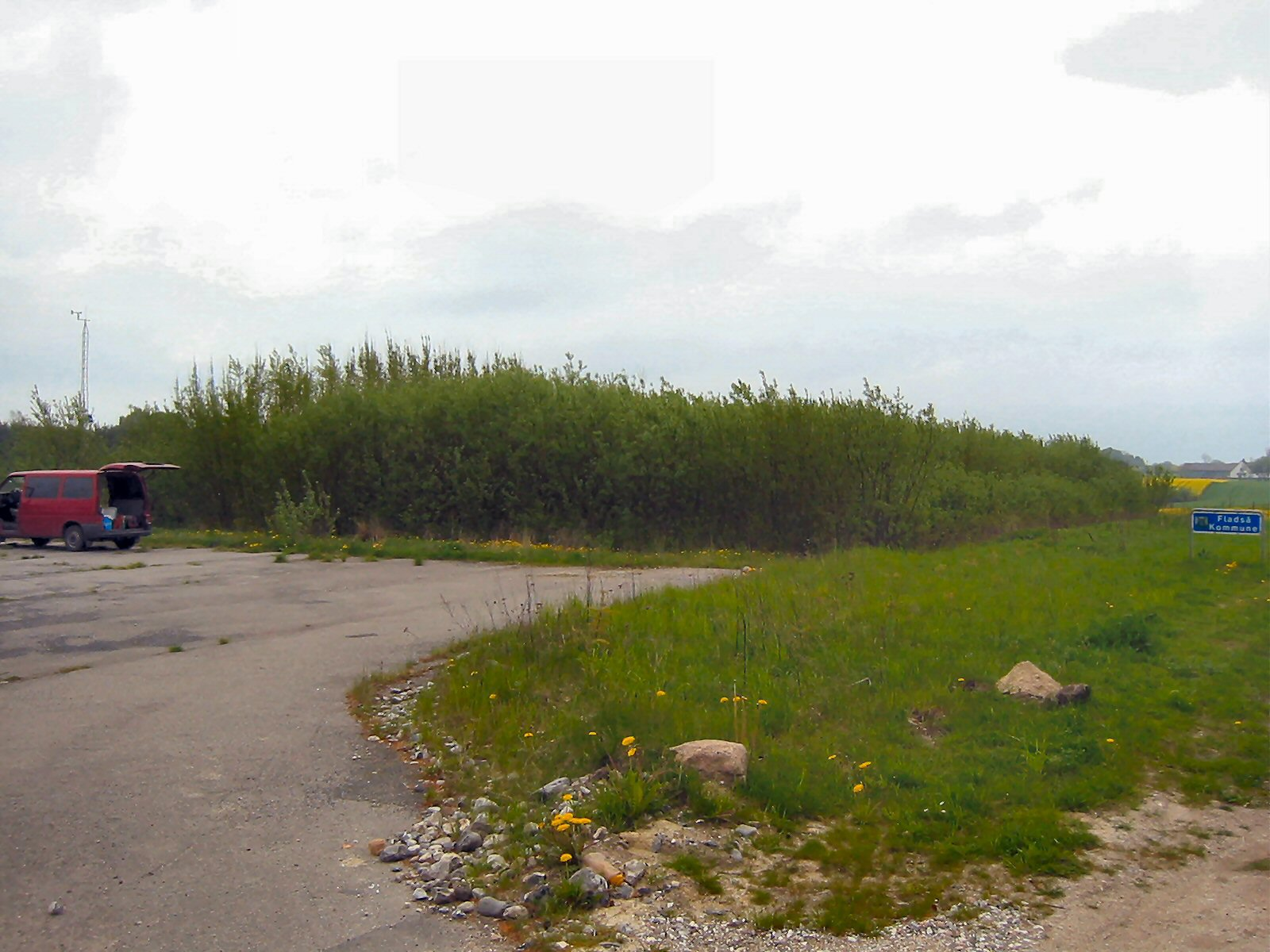
Ejemplo de fitorremediación en una antigua plataforma de gas en Rønnede (Dinamarca) a través de varias especies de sauces (Salix).

La fitorremediación es la descontaminación de los suelos, la depuración de las aguas residuales o la limpieza del aire interior, usando vegetales, ya sean plantas vasculares, algas —ficorremediación—. También se incluye a los hongos —micorremediación—, y por extensión a los ecosistemas que contienen estas plantas. La degradación de compuestos dañinos se acelera mediante la actividad de algunos microorganismos.

## Etimología
El vocablo es un neologismo formado con el término griego φυτόν phyton «planta» y el latín «remediare», este a su vez compuesto por el prefijo re, «de nuevo», «hacia atrás», y el verbo mediare «curar», «cuidar».

## ¿Qué es la fitorremediación?
La fitorremediación no es un concepto nuevo, pues desde hace 3000 años los humanos han utilizado la capacidad natural de purificación de las plantas para el tratamiento del agua. Desde la década de 1970 esta práctica ha encontrado un renovado interés, en particular para el tratamiento de los plaguicidas y de los metales.
La fitorremediación es un conjunto de tecnologías que utilizan las plantas para reducir, degradar o inmovilizar compuestos orgánicos contaminantes (naturales o sintéticos), de la tierra, del agua o del aire y que provienen de las actividades humanas. Esta técnica también puede tratar la contaminación por compuestos inorgánicos (metales pesados o radioisótopos).
- Suelos: Esta técnica se utiliza para descontaminar biológicamente las tierras contaminada por metales y metaloides, plaguicidas, disolventes, explosivos, petróleo y sus derivados, radioisótopos y contaminantes diversos.
- Las aguas residuales: La fitorremediación también se utiliza para la descontaminación de las aguas cargadas de materia orgánica o contaminantes diversos (metales, hidrocarburos y plaguicidas).
- El aire: También se puede limpiar el aire de zonas cerradas a través de plantas que lo descontaminan (basado en la investigación Proyecto de Ley Wolverton para la NASA en los años 1980-90). Esta investigación se ha desarrollado significativamente en los últimos años.

la Fitorremediación es un término utilizado para describir el tratamiento de problemas ambientales a través de la utilización de plantas.

## Principio de la fitorremediación
La fitorremediación se basa principalmente en las interacciones entre las plantas, el suelo y los microorganismos. El suelo es una compleja estructura que sirve de soporte para el desarrollo de las plantas y los microorganismos que se alimentan de los compuestos orgánicos o inorgánicos que lo componen. Cuando algunos de estos compuestos se encuentra en exceso con respecto al estado inicial del suelo, éste se describe como un suelo contaminado (esto también se aplica al agua y al aire, a diferencia del suelo son fluidos). Los compuestos en exceso puede ser utilizados como fuente de energía por las plantas y microorganismos. En el sistema planta - suelo - microorganismos, la biodegradación bacteriana es a menudo independiente de la absorción por medio de la raíz. Las plantas y los microorganismos han coevolucionado para adoptar una estrategia de aprovechamiento recíproca, para soportar la fitotoxicidad, de la que los microorganismos aprovechan los exudados de la raíz y también la planta se beneficia de la capacidad de degradación de los microorganismos rizosféricos para reducir el estrés debido a la fitotoxicidad. En última instancia, la planta es el agente esencial de la exportación de un contaminante fuera de su entorno.

### Efecto en la rizosfera
La rizosfera es el volumen de suelo sometido a la influencia de la actividad de las raíces. Este volumen de suelo es más o menos importante y varía en función de las plantas y el tipo de suelo. Los procesos que ocurren en la zona de las raíces son esenciales para la fitorremediación. La actividad y la biomasa microbiana son mucho mayores allí que en el suelo sin raíces. Las raíces liberan sustancias naturales en el suelo donde crecen, por medio del exudado de las raíces. Promueven y mantienen el desarrollo de colonias microbianas, proporcionándoles de un 10-20% del azúcar producido por la actividad fotosintética de la planta. Son liberados muchos compuestos, por ejemplo, hormonas, enzimas, oxígeno y agua. Los microorganismos rizosféricos y a su vez, promueven el crecimiento de la planta (reducción de los patógenos, puesta a disposición de nutrientes ...). En teoría, cuanto mayor sea la abundancia de raíces, con mayor abundancia van a proporcionar un área de desarrollo importante a la microflora y microfauna de la rizosfera. De hecho, los exudados radiculares promueven la biodegradación de la contaminación orgánica, estimulando la actividad microbiana.

### Principio de la descontaminación
Las plantas van a absorber el contaminante para metabolizarlo o almacenarlo, reduciendo o evitando la liberación de contaminantes en otras zonas del medio (fitoestabilización). Con mucha frecuencia, los compuestos orgánicos (xenobióticos o no) puede ser degradados y metabolizados para el crecimiento de la planta. La contaminación se elimina así. En el caso de los compuestos inorgánicos contaminantes (metales, metaloides y radionucleidos), únicamente es posible su fitoestabilización o fitoextracción, porque estos tipos de agentes contaminantes no son biodegradables.
La fitorremediacion se puede clasificar de acuerdo a su tipo de extracción en in y ex planta.
En el caso de la contaminación por metales pesados y por compuestos orgánicos de alta y media solubilidad, como herbicidas, plaguicidas, solventes y explosivos, la extracción, acumulación o volatilización por la planta, en general, aporta un porcentaje relevante de la remoción debido a la mayor movilidad de estos compuestos hacia y en la planta.
Lo anterior no se aplica en la remoción de la mayor parte de los componentes de los HTP y otros contaminantes orgánicos de baja solubilidad, pues el papel directo de la planta en la extracción y remoción no es tan relevante. Esto se debe a que el contenido de materia orgánica, la solubilidad del compuesto y el propio suelo son barreras que tiene que superar un contaminante hidrofóbico para llegar a establecer contacto con la planta. Aunque si se analiza el fenómeno en otras condiciones físicas (en especial sin suelo), la planta puede tener respuestas complejas ante la presencia de un contaminante hidrófobo o hidrófilo y puede responder, de diversas maneras, a los efectos tóxicos que puede ejercer.

## Las distintas formas de fitorremediación
1. Fitoextracción: el uso de plantas que absorben y concentran en sus partes recolectables (hojas, tallos) los contaminantes contenidos en el suelo (a menudo metales pesados). Se utilizan plantas acumuladoras y / o hiperacumuladoras que sean capaces de tolerar y acumular los metales pesados. Es posible mejorar la extracción mediante la adición de quelatos en el suelo. En la mayoría de los casos las plantas se cosechan y se incineran, las cenizas se almacenan en lugares acondicionados para ello o son transformadas para recuperar los metales acumulados (a esto se le llama fitominería).
2. Fitotransformacion o fitodegradación: algunas plantas producen enzimas (dehalogenasa, oxigenasa, ...) que catalizan la degradación de las sustancias absorbidas o adsorbidas, que se transforman en menos tóxicas o no tóxicas por la metabolización de los contaminantes en los tejidos vegetales o por los organismos de la rizosfera alimentados por la planta (esto se llama  rizodegradación (degradación por la rizosfera).
3. Fitofiltración  o rizofiltración: utilizados para la descontaminación y restauración de las aguas superficiales y subterráneas. Los contaminantes son absorbidos o adsorbidos por las raíces de las plantas en ambientes húmedos.
4. Fitovolatilización: las plantas absorben el agua de la litosfera que contiene los contaminantes y otras toxinas orgánicas, transformándolos en elementos volátiles, y que luego liberan a la atmósfera a través de sus hojas. Ellas pueden, en algunos casos transformar los contaminantes orgánicos en elementos volátiles antes de transferirlos a la atmósfera - siempre a través de las hojas. La fitovolatilización no es siempre satisfactoria, porque si bien se descontamina el suelo, se liberan sustancias tóxicas a la atmósfera. En algunos casos es más satisfactoria, los contaminantes son degradados en componentes menos contaminantes o no-tóxicos antes de ser liberados.
5. Fitoestabilización: simplemente reduce la movilidad de los contaminantes. La técnica más utilizada es el uso de plantas para reducir la escorrentía superficial y subsuperficial, lo que limita la erosión y reduce la escorrentía hacia el acuífero subterráneo. Esta práctica integra el control de lo que comúnmente se llama control hidráulico, o Fitohidrorregulación.[4] El bombeo hidráulico, (literalmente traducido del inglés) podrá efectuarse cuando las raíces llegan a las aguas subterráneas, eliminando grandes volúmenes de agua y controlando el gradiente hidráulico y la migración lateral de los contaminantes en el acuífero. En resumen, se trata de usar plantas con alta evapotranspiración para reducir el movimiento de contaminantes procedentes de la escorrentía (lateral o profunda). Otra práctica es detener los compuestos contaminantes haciéndolos reaccionar químicamente. Las plantas adsorben los contaminantes del suelo, del agua o del aire, y los retienen a nivel local (de ahí el uso del término «adsorción» en lugar de absorción) y la reducción de su biodisponibilidad. El proceso a veces se puede realizar, amplificándolo y acelerándolo mediante la adición de compuestos orgánicos o minerales, naturales o artificiales. Es un método eficaz para prevenir la dispersión de contaminantes en aguas superficiales o subterráneas.
6. Fitorrestauración : Esta técnica consiste en la completa restauración de suelos contaminados a un estado cercano al funcionamiento de un suelo natural (Bradshaw, 1997). Esta subdivisión de la fitorremediación utiliza plantas nativas de la zona expuesta a la labor de fitorremediación. Se intenta lograr el pleno restablecimiento de los ecosistemas naturales originales. Como se ha señalado por Peer et al. ( 2005), en comparación con otras técnicas de fitorremediación, fitorrestauración pone de relieve la cuestión del nivel de descontaminación necesario y suficiente. Hay una gran diferencia entre un suelo descontaminado para lograr su adaptación satisfactoria a una ley y restaurar el espacio para hacerlo plenamente utilizable de manera que regrese a las condiciones pre-contaminación. Cuando nos referimos a la fitorrestauración de aguas residuales, se habla de un proceso relacionado con el uso de las plantas para lograr la descontaminación (Dabouineau y al., 2005). Usado en este sentido, se convierte en sinónimo de fitopurification. Este tipo particular de proceso incluye la depuración de agua por macrófitos. En este caso, son las bacterias que viven en la zona de las raíces de los macrófitos las que son garantes de la remediación, las plantas son, sencillamente, un sustrato de crecimiento de microorganismos (véase la estación de Honfleur).
7. Fitoestimulation : localizado principalmente en el rizosfera, es la estimulación por las plantas de las actividades microbianas favorables a la degradación de los contaminantes. Este aspecto, cuando se estudió, se encontró en todas las plantas hiperacumuladoras.

## Las ventajas y limitaciones
Ventajas:
- El costo de la fitorremediación es mucho menor que el de los procedimientos tradicionales in situ et ex situ
- Son especialmente útiles para su aplicación en grandes superficies, con contaminantes relativamente inmóviles, o con niveles de contaminación relativamente bajos;
- Al formar una cobertura vegetal mejora las propiedades físicas y químicas del suelo;
- No requiere la transportación del sustrato contaminado, evitando así la diseminación de contaminantes a través del aire o agua;
- Las plantas pueden ser fácilmente objeto de seguimiento;
- Recuperación y reutilización de metales valiosos, biomasa y agua (las empresas que se especializan en la fitominería);
- No requiere personal especializado para su manejo, debido a que se utilizan prácticas agronómicas convencionales;
- No requiere energía eléctrica;
- Evita la excavación y tráfico pesado;
- Es el método menos destructivo, ya que utiliza los organismos naturales y preserva el estado natural del medio ambiente (en comparación con el uso de procesos químicos, no hay ningún impacto negativo en la fertilidad de la tierra);

Límitantes:
- La fitorremediación se limita a la superficie y a la profundidad ocupada por las raíces (tengamos en cuenta que muchos contaminantes basados en los metales también se mantienen en la capa superior del suelo);
- Un crecimiento lento y baja biomasa requieren una inversión considerable en tiempo, o/y, a veces la adición de agentes quelantes u otras sustancias (para los contaminantes inorgánicos como los metales pesados). Puede ser usado con plantas de crecimiento rápido - ver tablas de hiperacumuladoras, que muestran una amplia gama de elección para la mayoría de los contaminantes de todo tipo;
- No se puede, con un sistema de remediación a base de plantas, evitar completamente el paso de contaminantes a la capa freática (esto solo es posible mediante la eliminación total del suelo). Una experiencia en Iowa (Estados Unidos), muestra, sin embargo, que álamos plantados entre un campo de maíz y un arroyo reducen significativamente la concentración de nitratos en las aguas superficiales: en el borde del campo contenía 150 mg/l de nitratos, mientras que entre los álamos el contenido de nitratos fue solo de 3 mg /l;[4]
- El nivel y el tipo de contaminación afecta a la fitotoxicidad de los contaminantes. En algunos casos, el crecimiento o la supervivencia de las plantas pueden estar disminuidos;
- Posible bioacumulación de contaminantes a través de la cadena alimentaria, desde el nivel de los consumidores primarios a los secundarios. Es esencial disponer las plantas de manera responsable, y no a consumir las plantas utilizadas para la descontaminación del terreno.

Mejora de los rendimientos:
La fitoacumulación está relacionada con la fitotolerancia de la planta hacia los contaminantes. La toxicidad de algunos contaminantes puede reducirse mediante la reducción química de los elementos implicados, que se transforman así en sustancias menos contaminantes, y/o mediante la incorporación de componentes orgánicos (otra forma de biotransformación).
Para ello, se puede quelatar contaminantes con ligandos específicos que disminuyen la cantidad de iones libres.
Se han llevado a cabo experimentos en electrocinética: el suelo se somete a una corriente directa para promover el movimiento de iones en el suelo.
La interacción entre la fitorremediación y la biorremediación in situ (uso en el suelo de microorganismos, o sus enzimas) también se está estudiando.
El campo de la ingeniería genética orientada hacia la fitorremediación está teniendo un gran desarrollo.

## Plantas hiperacumuladoras e interacciones bióticas
Las plantas seleccionadas en la fitoextracción son elegidos por su capacidad de extraer grandes cantidades de contaminantes. Son plantas llamadas hiperacumuladoras. Las características comunes a estas plantas son: un rápido crecimiento; plantas resistentes y fáciles de arraigar y mantener; una alta capacidad de evapotranspiración (evaporación del agua a través de hojas) y la capacidad de transformar los contaminantes en productos no tóxicos o menos tóxicos. Entre las plantas más utilizadas están los álamos, que tienen un rápido crecimiento, adaptación climática grande y la capacidad de absorber grandes cantidades de agua (en relación con otras especies). Esta última cualidad les permite manejar grandes cantidades de contaminantes disueltos, así como limitar la cantidad de agua que escapa más allá de la zona contaminada - lo que limita también la dispersión de la contaminación.
En 1999, Reeves et al listaron 320 especies acumuladoras provenientes de 43 familias. Su número es mucho mayor: por ejemplo, hasta la fecha (2006) se conocen cerca de 300 plantas hiperacumuladoras de níquel. Los centros de biodiversidad están en Cuba (clima subtropical) y Nueva Caledonia (clima tropical). Muchas de las especies estudiadas por su acumulación de metales son Brassicaceas (clima templado y frío, hemisferio norte).
El equipo de investigación de Abdelhak El Amrani de la Universidad de Rennes, ha trabajado en diversos contaminantes, especialmente en el herbicida atrazina. Estos investigadores han descubierto un mecanismo en algunas plantas que les permite prosperar incluso cuando la concentración de la contaminación de los suelos en los que se hallan es normalmente letal para una planta no tratada. La presencia de algunos compuestos naturales biodegradables como las poliaminas exógenas, permite a las plantas tolerar concentraciones de contaminación 500 veces más alta en comparación con las plantas control. Este tratamiento da lugar a cambios en la expresión génica de las plantas, que afectan a genes conocidos en el proceso de resistencia al estrés ambiental. La técnica genética ha sido patentada por la Universidad de Rennes.